# Герб Серединної Литви
Герб Центральної Литви — розсічений червоний щит із Білим Орлом ліворуч і Литовською погонею праворуч. Герб був введений Указом Верховного Головнокомандувача Сил 12 жовтня 1920 року. Опубліковано в «Litwa Środkowa. Dziennik Urzędowy Tymczasowej Komisji Rządzącej.» № 1 17 листопада 1920 року.
Герб називається герб Царства Польського створена в лютому 1831 року парламент під час листопадового повстання.
Печатка Центральної Литви 1921 року (№ каталага Michla 38) була іншою. У першому і четвертому чвертьполі — герб Польщі, у другому і третьому — Литви. В центрі герба щиток із гербом столиці — Вільно. Ця версія, за винятком герба Вільнюса, відтворює історичний герб Речі Посполитої.

Герб Польського повстання 1830-1831 років
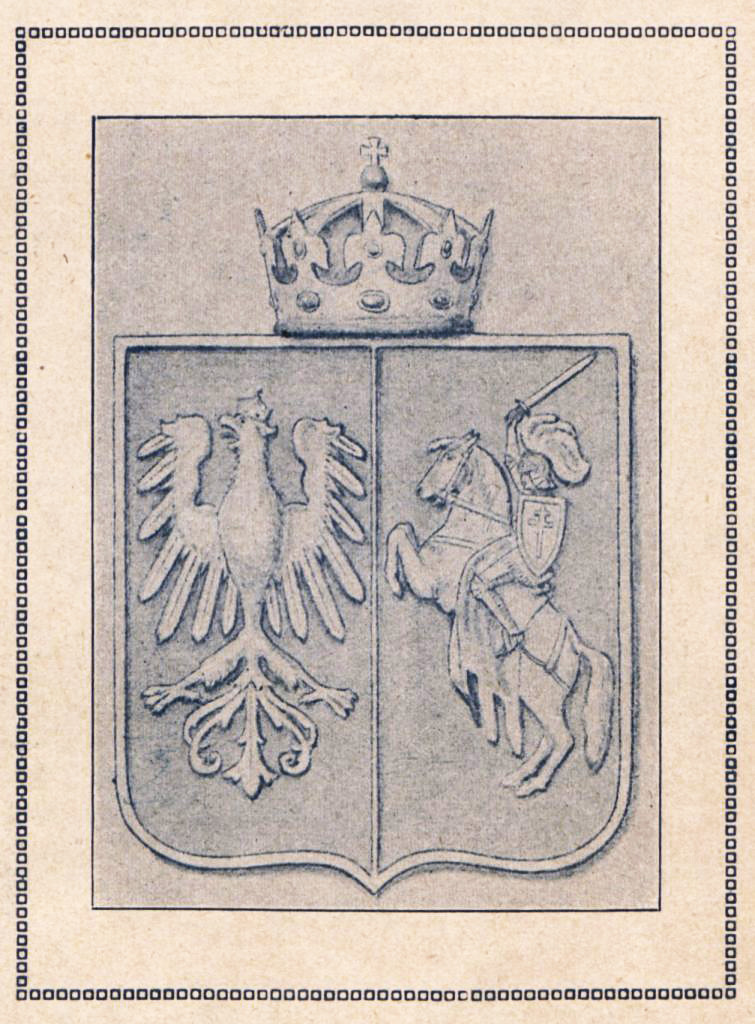
Малюнок герба 1920 року
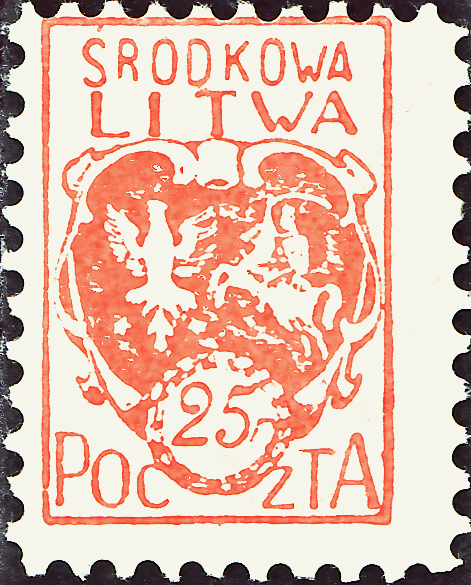
Герб на марці 1920 року
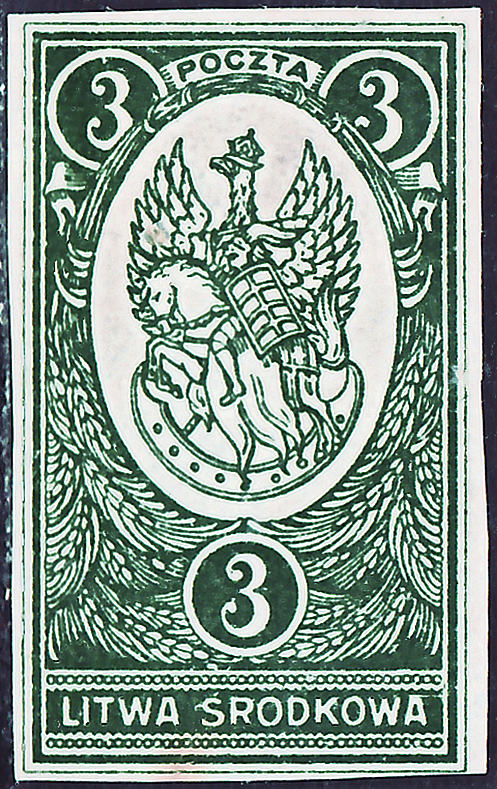
Герб на марці 1921 року
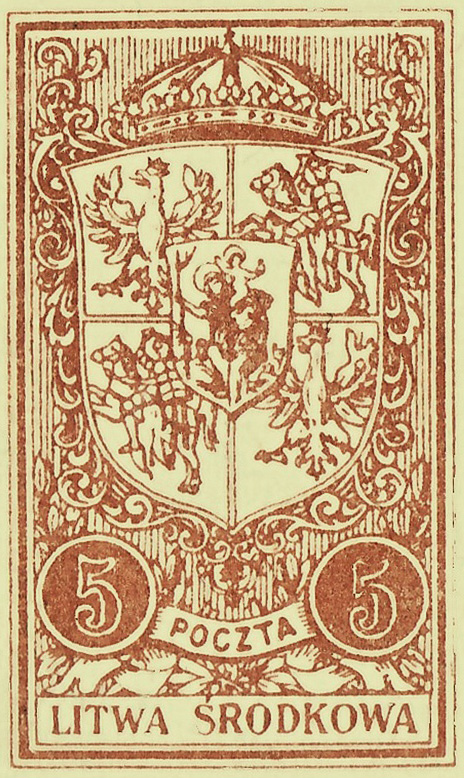
Герб на марці 1921 року
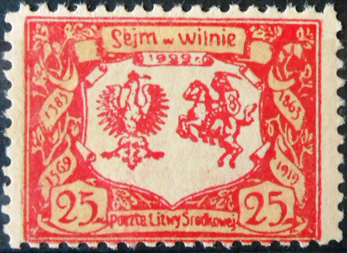
Герб на марці 1922 року
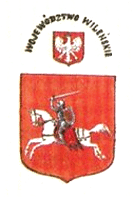
Герб Віленського воєводства 1926—1939 рр.